# IC 3822
IC 3822 ist eine Spiralgalaxie vom Hubble-Typ Sc im Sternbild Rabe südlich der Ekliptik. Sie ist schätzungsweise 183 Millionen Lichtjahre von der Milchstraße entfernt und hat einen Durchmesser von etwa 65.000 Lj.

Im selben Himmelsareal befinden sich u. a. die Galaxien NGC 4724, NGC 4726, IC 3819, IC 3826.
Das Objekt wurde am 10. Mai 1899 von Herbert Alonzo Howe entdeckt.